# Federazione calcistica della Bielorussia
La Federazione calcistica bielorussa (bielorusso Беларуская федэрацыя футбола) è l'organo che governa il calcio in Bielorussia.
Nacque ufficialmente nel 1989, tuttavia il primo campionato professionistico che si trovò ad organizzare risale al 1992. Gestisce le diverse categorie che compongono il campionato di calcio bielorusso, la Nazionale maggiore e le Nazionali giovanili che prendono parte alle varie competizioni organizzate da FIFA e UEFA.
La federazione ha sede a Minsk e i suoi colori ufficiali sono il bianco ed il rosso.
I club del paese, i più noti dei quali sono il BATE e la Dinamo Minsk, e la Nazionale bielorussa partecipano alle competizioni continentali della UEFA.
La stagione del campionato di calcio bielorusso, la cui prima edizione si è svolta nel 1992 e  ha visto trionfare la Dinamo Minsk, si svolge da agosto a giugno.